# Église Notre-Dame-de-l'Assomption de Puyricard
L'église Notre-Dame-de-l'Assomption est une église située en France sur la commune d'Aix-en-Provence, dans le département des Bouches-du-Rhône en région Provence-Alpes-Côte d'Azur.
Elle fait l'objet d'une inscription au titre des monuments historiques depuis le 18 juillet 1975.

## Localisation
L'église est située à Puyricard, sur la commune d'Aix-en-Provence.

## Historique
L'église présente des constructions du XIIIe siècle puis des XVIIIe et XIXe siècles. 
L'édifice, à l'exclusion de son clocher à arcade construit postérieurement, est inscrit au titre des monuments historiques par arrêté du 18 juillet 1975.